# Ершов, Фёдор Иванович
Фёдор Иванович Ершов — советский хозяйственный, государственный и политический деятель.

## Биография
Член ВКП(б).
С 1942 года — на хозяйственной, общественной и политической работе. В 1942—1954 гг. — 1-й секретарь Кондинского районного комитета ВКП(б), секретарь Ханты-Мансийского окружного комитета ВКП(б) по кадрам, 2-й секретарь Ханты-Мансийского окружного комитета ВКП(б), 1-й секретарь Ханты-Мансийского окружного комитета ВКП(б),
секретарь Ханты-Мансийского окружного комитета ВКП(б), председатель Исполнительного комитета Ямало-Ненецкого окружного Совета.